# 让·克雷蒂安
约瑟夫·雅克·让·克雷蒂安 PC OM CC QC（法語發音：[ʒɑ̃ kʁetjɛ̃]；1934年1月11日—），又譯克里田或克里靖，加拿大政治家、律師，曾任加拿大自由黨黨魁和加拿大總理。魁北克沙威尼根人。他于1993年当选加拿大总理，又于1997年和2000年两次大选中连续获胜。2003年12月卸任。他的繼任人是保罗·马田。

## 早期时代
克雷蒂安出生在魁北克沙威尼根的一个造纸技师家庭。在这个拥有19个孩子的大家庭里，他排行第十八，他的十九个兄弟姐妹中只有九个存活下来。曾在拉瓦尔大学（LAVAL）学习法律。自称是“沙威尼根小伙子”的他，不久就在人类起源方面小有研究。克雷蒂安年轻的时候曾经患过貝爾氏痲痹，使得他的左脸长期瘫痪。他的政敌如前总理金·坎贝尔，利用这一点作为政治攻击的基础。在公开场合和文字战场他们羞辱克雷蒂安"talking out of the side of his mouth"。当克雷蒂安对此麻木时，这个制造负面影响策略被使用在了進步保守党1993年大选的广告上。
1957年9月10日，克雷蒂安与阿琳·谢内结婚。他们有两个儿子和一个女儿：弗朗斯（France）、于贝尔（Hubert）和米歇尔（Michel）。克雷蒂安第一次被选为加拿大国会下议院议员是在1963年，他作为圣莫里斯选区（Saint-Maurice）的唯一通英语的自由党候选人，29岁的他赢得了联邦国会议员的选举。在1965年的再次选举中他当选为议会第一秘书，为总理莱斯特·皮尔逊和财政部长Mitchell Sharp服务。皮尔逊不久便提名他成为最年轻的财政部长，成为第一位说法语的加拿大财政部长。在1968年他被提名出任国家税务局长。在当年6月的选举后他宣誓在印地安事务和北部发展局（Minister of Indian Affairs and Northern Development）就职。1974年他被提名外经贸部长。从1976年开始，克雷蒂安为工业和贸易工作，1977年他正式成为财政部长。1980年他被提名司法部长和总检察长，并且国家社会发展部工作，担任建设谈判代表，成为加拿大建设中的重要角色。1982年，克雷蒂安提名能源部长。在此的17年时间里，他在内阁中历任几乎所有的重要部门。
在1984年皮埃尔·特鲁多总理宣布他提前退休时，克雷蒂安试图担任加拿大自由党的领袖，但是在6月的第二轮选举中败给了约翰·特纳。特纳提名他担任副总理和外事局秘书。在两端忙碌的工作迫使克雷蒂安暂离政坛，再次为一些组织的作私人顾问，1989年特纳退休以后，克雷蒂安重返政坛，并在1990年的自由党领导人选举中，首轮投票打败保罗·马丁获胜。同年12月的直选中使他重新返回了国会。

## 总理时期
在1993年10月的选举中，让·克雷蒂安带领自由党派以壓倒优势打败了前总理金·坎贝尔带领的保守党，成为了新一任加拿大总理。他在1997年和2000年的选举中成功连任。
布莱恩·马尔罗尼、 乔·克拉克、皮埃尔·特鲁多出任總理期間，克雷蒂安已有30多年的政府工作经验，这些经验使他在加拿大议会体制方面，拥有极为专业的了解。同时也帮助他建立了集权和高效的政府。他也能够友好的面对批评。
克雷蒂安的一个主要工作目标是防止分裂组织“自由魁北克”将魁北克省整体分裂出去。1995年的全民公决，否決魁北克成为主权国家。克雷蒂安的政府通过了《清晰法令》，其中说明加拿大政府将不会同意魁北克成为主权国家，除非在投票議題无歧义的魁北克公民投票中“絕大多数”支持独立。“絕大多数”的大小并没有指明，清晰法案中規定應由加拿大下議院認定，而克雷蒂安清楚地解释道，“絕大多数”决不是“50%加一”。
克雷蒂安支持加拿大摆脱对美国的经济依赖、寻求新的经济伙伴，包括墨西哥、中国等国。在任期间，克雷蒂安三次率领“加拿大贸易部队”访问中国。
克雷蒂安政府制定了一部影响长远的法律《青少年刑事司法法令》（Youth Criminal Justice Act），代替了旧的《青少年犯法令》，改变了加拿大青少年犯罪提起公诉的方式，他的政府在任內亦推動同性婚姻合法化。
九一一恐怖袭击时，他封锁了加拿大领空，许多加拿大人将无助的旅行者带回家。為配合反恐，加拿大加入了针对阿富汗恐怖组织的的多国联合部队，參與阿富汗戰爭。
在克雷蒂安的领导下，加拿大没有参与美国发起的2003年伊拉克战争，但却为伊拉克战后重建提供了资金支持。隨著保罗·马丁的派系對他施加壓力，同年，他先後辭去黨魁和總理，並由馬丁透過黨內選舉接任二職，翌年卸任議員，正式退出政壇。

## 荣誉

### 外国勋章奖章
- 旭日大绶章（日本，2023年4月29日公布[2]）